# Apartheid (internationaal recht)
Apartheid is in het internationaal recht een politiek die er naar streeft een bepaald ras systematisch te laten domineren over een of meer andere rassen. Het internationaal verdrag tegen rassendiscriminatie ICERD, dat apartheid (rassenscheiding) expliciet veroordeelt, maakt daarbij geen onderscheid tussen ras en etniciteit. Apartheid wordt beschouwd als een misdaad tegen de menselijkheid.

## Achtergrond
Het politieke systeem van apartheid werd oorspronkelijk vanaf 1910 ontwikkeld door de blanke minderheid die aan de macht was in de Unie van Zuid-Afrika. De apartheid werd officieel ingevoerd in 1948 door de Nasionale Party; de Britse Commonwealth was inmiddels onafhankelijk (1931). Zuid-Afrika voerde de apartheid in 1963 middels het Plan Odendaal ook in het bezette buurland Namibië in. De Zuid-Afrikaanse regering reserveerde het grootste deel van het grondgebied voor de blanke minderheid, die het land sinds de 17de eeuw had gekoloniseerd.
In het internationaal recht verwijst het begrip apartheid niet meer louter naar de apartheid zoals die in Zuid-Afrika werd gepraktiseerd, maar ook naar soortgelijke politieke systemen van rassensegregatie die gepaard gaan met discriminatie en onderdrukking. De Zuid-Afrikaanse apartheid staat in het internationaal recht wel model voor alle vormen van apartheid en er wordt in diverse verdragen ook direct naar verwezen.

## Verenigde Naties
De Verenigde Naties (VN) hebben zich in resoluties herhaaldelijk tegen de apartheid en de gevolgen daarvan voor de niet-blanke bevolking van Zuid-Afrika uitgesproken.

## Definities in internationale verdragen

### ICERD-definitie
Het Internationaal Verdrag inzake de uitbanning van alle vormen van rassendiscriminatie, in het Engels International Convention on the Elimination of All Forms of Racial Discrimination (ICERD) uit 1966, dat door vrijwel alle VN-staten is ondertekend, maakt op het gebied van rassendiscriminatie een eind aan het onderscheid tussen de begrippen ras en etniciteit. Artikel 1 stelt:
"In dit Verdrag wordt onder "rassendiscriminatie" verstaan elke vorm van onderscheid, uitsluiting, beperking of voorkeur op grond van ras, huidskleur, afkomst of nationale of etnische afstamming die ten doel heeft de erkenning, het genot of de uitoefening, op voet van gelijkheid, van de rechten van de mens en de fundamentele vrijheden op politiek, economisch, sociaal of cultureel gebied, of op andere terreinen van het openbare leven, teniet te doen of aan te tasten, dan wel de tenietdoening of aantasting daarvan ten gevolge heeft."
Artikel 3 geeft aan dat het verdrag in het bijzonder betrekking heeft op het veroordelen en voorkomen van het indelen van mensen in rassen (raciale groepen) en het van elkaar scheiden van rassen/raciale groepen ("rassenscheiding en apartheid"):
"De Staten die partij zijn bij dit Verdrag veroordelen in het bijzonder rassenscheiding en apartheid en nemen de verplichting op zich op onder hun rechtsmacht vallende grondgebieden alle uitingen van dien aard te voorkomen, te verbieden en uit te bannen."

### ICSPCA-definitie
Het Internationaal Verdrag inzake de bestrijding en bestraffing van de misdaad van apartheid, in het Engels: International Convention on the Suppression and Punishment of the Crime of Apartheid (ICSPCA) uit 1973 definieert apartheid in Art. 2 als: "soortgelijke politiek en praktijken van rassenscheiding en discriminatie als toegepast in Zuid-Afrika, toegepast met het doel om overheersing door een raciale groep over enige andere raciale groep te vestigen en handhaven en hen systematisch te onderdrukken". In die tijd was het apartheid-regime in Zuid-Afrika nog aan de macht.
Het ICSPCA verklaart in artikel 1 dat apartheid een misdaad tegen de menselijkheid is en dat onmenselijke handelingen die daaruit voortkomen en soortgelijke politiek en praktijken van raciale segregatie en discriminatie misdaden zijn die de principes van het internationaal recht schenden.

### Eerste Aanvullend Protocol bij de Conventies van Genève
Artikel 85.4 (c) van het Eerste Aanvullend Protocol bij de Conventies van Genève van 1977 verklaart dat apartheid een ernstige schending van de Conventies is, zonder zich te beperken tot Zuid-Afrika.
Artikel 85. Het tegengaan van inbreuken op dit Protocol ... 

4(c) praktijken van apartheid en andere onmenselijke en onterende praktijken, die een aanslag op de menselijke waardigheid vormen en zijn gebaseerd op rassendiscriminatie;

### ICC-definitie
Bij de totstandkoming van het Statuut van Rome inzake het Internationaal Strafhof (ICC) werd in 1998 een soortgelijke definitie van apartheid als in de ICSPCA-definitie toegevoegd voor misdrijf tegen de menselijkheid. Het Statuut verschuift daarbij de nadruk meer van rassen in engere zin naar groepen die op andere gronden te identificeren zijn.
Volgens artikel 7.2(h) van het Statuut "betekent 'apartheid' 'onmenselijke handelingen van een vergelijkbare aard als de in het eerste lid bedoelde handelingen', gepleegd door een groep van een bepaald ras en begaan in het kader van een geïnstitutionaliseerd regime van systematische onderdrukking en overheersing van een of meer groepen van een ander ras en met de opzet dat regime in stand te houden;"
Het begrip ras wordt in het Statuut, net als in de ICERD-definitie, gehanteerd in de context van het onderscheid op grond van ras, religie, etniciteit en dergelijke. In het genocide-artikel 6 worden groepen van een ras gelijkgesteld met groepen van een bepaalde nationaliteit, etniciteit of godsdienst. In het eerste lid van artikel 7 wordt bij misdrijven tegen de menselijkheid een raciale groep (een groep van een bepaald "ras") als identificeerbare groep gelijkgesteld met andere groepen die identificeerbaar zijn op grond van etniciteit, cultuur, religie, enzovoort.

## Ras versus etniciteit
Raciale groepen staan centraal in de definities van apartheid. Het begrip ras verwijst gewoonlijk naar groepen met specifieke overgeërfde, dus genetisch bepaalde, fenotypische kenmerken, zoals huidskleur of lichaamsbouw. Vaak is het gekoppeld aan een geografische regio, zoals Afrika, Europa of het Midden-Oosten.
Wetenschappelijk gezien is een biologische indeling van de mensheid in rassen niet mogelijk. In het internationaal strafrecht wordt daarom een indeling in vier – meer subjectieve – categorieën gehanteerd: nationale, etnische, raciale en religieuze groepen. Dit is van toepassing op genocide, misdaden tegen de menselijkheid en apartheid. Het maakt daarbij niet uit of de indeling in een groep reëel bestaat, of alleen maar zo wordt gezien door daders van een racistische misdaad, die slechts onderscheiden tussen 'wij' en 'zij'. Bij massa-gruweldaden is er bij de daders in de regel sprake van klassiek rassendenken, waarbij de slachtoffers worden gedehumaniseerd.

### In de VS
De VS hanteert volgens standaards uit 1997 een rassenindeling op basis van huidskleur, hoewel de keuze voor een ras wordt bepaald op basis van zelf-identificatie. De hoofdindeling is 'Blank', 'Zwart of Afro-Amerikaans' en 'Alle overige rassen'. Het blanke ras omvat blanken met een Europese, Midden-Oosterse of Noord-Afrikaanse achtergrond. De niet-blanken worden qua afkomst onderverdeeld in zwarten, indianen, Aziaten en Stille Zuidzee-eilanders. De aanduiding 'niet-blanke' is bij de federale overheid echter niet toegestaan. Wel mogen burgers zich identificeren met meerdere rassen.
Hoewel de Amerikaanse overheid een min of meer klassieke rassenverdeling hanteert, wordt benadrukt dat de raciale en etnische groepen in de standaard-indelingen niet mogen worden geïnterpreteerd als verwijzend naar primair biologische of genetische eigenschappen, maar ook kunnen verwijzen naar sociale en culturele achtergrond, of naar afstamming. Voor de Census zijn in de indelings-categorieën over ras zowel raciale afkomst als nationale afkomst en socioculturele groepen inbegrepen. Een voorbeeld van een definitie in het Amerikaanse recht is: 

Ras, geslacht of etnische groep betekent "iedere groep personen die te onderscheiden is op grond van ras, kleur, geslacht of nationale afkomst.

## Israël
De Zuid-Afrikaan Desmond Tutu, tijdens zijn leven aartsbisschop van Kaapstad, bekend strijder tegen de apartheid in zijn land en Nobelprijswinnaar, noemde in 2002 de situatie in Israël en de door dat land bezette gebieden "apartheid": Ik heb de vernederingen van de Palestijnen bij de controleposten ... gezien. Zij lijden net als wij, toen blanke politieagenten ons onze bewegingsvrijheid ontnamen.
In november 2006 deed de vroegere Amerikaanse president Jimmy Carter een storm van protest opgaan door zijn boek Palestine Peace Not Apartheid. Was hij een antisemiet geworden? Hij schreef daarover een brief aan de joodse gemeenschap in de VS: dat zijn verhaal de Westelijke Jordaanoever betrof, dat de systematische onderdrukking van de Palestijnen daar niet uit racistische overwegingen gebeurde. Zijn zorg: dat deze onderdrukking een proces naar apartheid betekende.
In maart 2019 was het Michael Lynk, Speciale VN-rapporteur voor de Mensenrechten in de bezette Palestijnse gebieden, die bij de publicatie van zijn rapportage expliciet opriep Israël ter verantwoording te roepen vanwege zijn beleid met betrekking tot de Palestijnse bevolking, dat hij omschreef als apartheid.
B'Tselem, een Israëlische mensenrechtengroep, was op 12 januari 2021 de eerste, weliswaar nationale, organisatie die een rapport uitgaf waarin zij de staat Israël ervan beschuldigde "een regime van Joodse overheersing te hebben gevestigd van de Jordaan tot de Middellandse Zee: This is Apartheid." Een andere Israëlische ngo, Yesh Din, deed deze constatering met betrekking tot de Israëlische bezetting van de Westelijke Jordaanoever. Nadat Human Rights Watch op 27 april 2021 zijn rapport "A Threshold Crossed" ("Een drempel overschreden") had uitgegeven waarin de organisatie stelde dat Israël de Palestijnse bevolking onderwierp aan een systeem van apartheid, publiceerde Amnesty International op 1 februari 2022 een rapport waarin zij stelde dat Israël de Palestijnse bevolking in zijn machtsgebied onderwierp aan een systeem van apartheid.
Citaat van Amnesty International omtrent haar rapport: Israël heeft wetten, beleid en praktijken gecreëerd en in stand gehouden die de Palestijnen opzettelijk onderdrukken en die de joods-Israëlische overheersing in Israël en de bezette Palestijnse gebieden (OPT) veiligstellen. Dit omvat racistische inbeslagnames van eigendommen en wetten en beleid op het gebied van ruimtelijke ordening die het voor veel Palestijnen onmogelijk maken om huizen te bouwen. Het maakt ook massale sloop mogelijk van huizen die zonder vergunning zijn gebouwd, iets wat Palestijnen routinematig wordt geweigerd.
Apartheid is een misdaad tegen de menselijkheid en wordt begaan met de specifieke bedoeling een wreed systeem in stand te houden van controle door de ene raciale groep over de andere. Elke week verdringen de Israëlische autoriteiten Palestijnen door middel van sloop of gedwongen uitzetting, wat aantoont hoe Israël de Palestijnen opzettelijk benadeelt door hun een inferieure status te geven ten opzichte van de Israëlische joden.
Israël reageerde zeer verbolgen, onder andere bij monde van zijn minister van Buitenlandse Zaken Yair Lapid: De extremistische taal en de verdraaiing van de historische context zijn ontworpen om Israël te demoniseren en olie op het vuur van het antisemitisme te gooien.
Op 10 februari 2022 schreef de vroegere procureur-generaal van Israël (1993-1997) en emeritus-rechter van het Israëlisch Hooggerechtshof, Michael Ben-Yair, een opiniestuk in de Ierse krant The Journal waarin hij instemde met het genoemde rapport van Amnesty International. Met grote droefheid moet ik erkennen ... dat mijn land nu een apartheidsregime is. Het is tijd voor de internationale gemeenschap dit te erkennen, zei hij. Een open, vrije democratie die zo'n systeem handhaaft, is een contradictio in terminis. Maar: het volk kiest deze beleidsmakers, Israëlische politici verwerkelijken dit beleid. Israëlische rechtbanken handhaven discriminerende wetten. Ziekenfondsen opereren buiten de Groene Lijn. Israëlische belastingbetalers betalen het. Ben-Yair erkent dat hij als procureur-generaal ook aan dit systeem meedeed.

## Saoedi-Arabië
Westerse critici vergelijken de situatie van Saoedische vrouwen vaak met een systeem van apartheid, analoog aan de behandeling door Zuid-Afrika van niet-blanken gedurende het apartheidsregime in Zuid-Afrika. The New York Times schrijft: "Saoedische vrouwen worden veel van dezelfde rechten ontzegd die zwarten werden geweigerd tijdens de apartheid in Zuid-Afrika en toch behoort het koninkrijk nog steeds tot dezelfde internationale gemeenschap die Pretoria uit zijn club schopte." Sommige commentatoren hebben betoogd dat het Saoedische genderbeleid een misdaad tegen de menselijkheid is en tussenkomst van de internationale gemeenschap rechtvaardigt. Ze bekritiseren de Amerikaanse regering voor het aan de kaak stellen van de onderdrukking van de vrouw door vijanden zoals de Taliban, terwijl hun bondgenoten, zoals Saoedi-Arabië, een vergelijkbaar beleid voeren.